# Gary Gygax
Ernest Gary Gygax (Chicago, 27 luglio 1938 – Lake Geneva, 4 marzo 2008) è stato un autore di giochi e scrittore statunitense.
È conosciuto soprattutto per avere creato, insieme a Dave Arneson, il gioco di ruolo fantasy Dungeons & Dragons, e per aver fondato, con Don Kaye, la casa editrice Tactical Studies Rules.
Negli anni sessanta Gygax creò e organizzò un club di wargame medievale e fondò la convention di giochi Gen Con. Nel 1971 creò il wargame tridimensionale Chainmail di ambientazione medievale. Insieme al suo amico di infanzia Don Kaye fondò nel 1973 la Tactical Studies Rules (generalmente nota come TSR). L'anno seguente insieme a Dave Arneson creò il gioco di ruolo Dungeons & Dragons, basato sul suo lavoro su Chainmail e includendo elementi dei suoi romanzi fantasy preferiti. Nello stesso anno fondò la rivista Dragon dedicata al nuovo gioco. Nel 1977 iniziò a lavorare su Advanced Dungeons & Dragons, una versione espansa di Dungeons & Dragons. Gygax scrisse numerosi manuali e moduli di avventura per Dungeons & Dragons. Nel 1983 lavorò per licenziare la linea di prodotti di D&D in una serie animata di successo.
Dopo aver lasciato la TSR nel 1985 per disaccordi con il nuovo socio di maggioranza, Gygax continuò a creare indipendentemente giochi di ruolo, cominciando nel 1992 con il regolamento generico Dangerous Journeys in 1992. Nel 1999 pubblicò Lejendary Adventure. Nel 2005 venne coinvolto nello sviluppo del gioco di ruolo Castles & Crusades, concepito come un ibrido tra la terza edizione di Dungeons & Dragons e il sistema originale concepito da Gygax.
Si è sposato due volte e ha avuto sei figli. Nel 2004 soffrì due ictus, evitando di stretta misura un infarto, successivamente gli venne diagnosticato un aneurisma dell'aorta addominale, che nel marzo 2008 fu la causa della sua morte.

## Biografia
(Gary Gygax)
Gary Gygax nacque a Chicago a pochi isolati dallo stadio di baseball di Wrigley Field il 27 luglio 1938, il padre, Ernst Gygax, era un immigrato svizzero e violinista della Chicago Symphony Orchestra. Gygax trascorse la sua prima infanzia a Chicago, ma nel 1946, dopo che era rimasto coinvolto in una rissa con una grossa banda di ragazzi, suo padre decise di trasferirsi a Lake Geneva, dove la famiglia materna di Gygax risiedeva dall'inizio del diciannovesimo secolo.
Nell'infanzia e da teenager, sviluppò una passione per i giochi e un apprezzamento per la narrativa fantasy e fantascientifica. All'età di cinque anni giocava a giochi di carte come pinnacolo e a scacchi. All'età di dieci anni giocava con gli amici a quelli che adesso verrebbero chiamati giochi di ruolo dal vivo, arbitrati da uno di loro. Le riviste pulp di suo padre lo introdussero alla narrativa fantasy e di fantascienza. Il suo interesse nei giochi, unito a un apprezzamento per la storia, lo condussero infine nel 1953 ai wargame tridimensionali, insieme al suo miglior amico, Don Kaye. Da teenager Gygax e Kaye progettarono le loro proprie regole per soldatini di piombo, una vasta collezione di miniature in scala 54 mm e 70 , e usavano "ladyfingers" (piccoli petardi) per simulare le esplosioni.
Gygax non terminò le scuole superiori e per un certo periodo fece lavori occasionali, ma a 19 anni tornò a Chicago per frequentare le classi serali. Seguì anche alcuni corsi di antropologia all'Università di Chicago. L'anno seguente si sposò con Mary Jo Powell. Dal loro matrimonio nacquero cinque figli: Ernest ("Ernie"), Lucion ("Luke"), Heidi, Cindy ed Elise. Gygax continuò a seguire le sue scuole serali ottenendo ottimi voti. Su consiglio dei suoi professori fece domanda di iscrizione alla Università di Chicago che lo accettò, comunque poiché era sposato decise piuttosto di accettare invece un posto a tempo pieno come assicuratore.
Nel dicembre 1958, il gioco Gettysburg della Avalon Hill catturò la sua attenzione. Fu sempre dalla Avalon Hill che ordinò le prime mappe esagonali bianche disponibili, che impiegò per progettare i propri giochi. Gygax divenne attivo nel fandom e divenne coinvolto nel play-by-mail di Diplomacy per il quale progettò le proprie varianti. Gygax venne a sapere del libro sul wargame tridimensionale di H. G. Wells, Piccole guerre (Little Wars) e de libro di Fletcher Pratt Naval Wargame. Per il 1965 era attivo nel wargame tridimensionale e scrisse molti articoli sull'argomento. Gygax cercò modi innovativi di generare numeri casuali e non usò solo dadi a sei facce, ma anche dadi di tutte e cinque le forme platoniche, che scoprì ed ordinò da un catalogo di forniture per scuole.

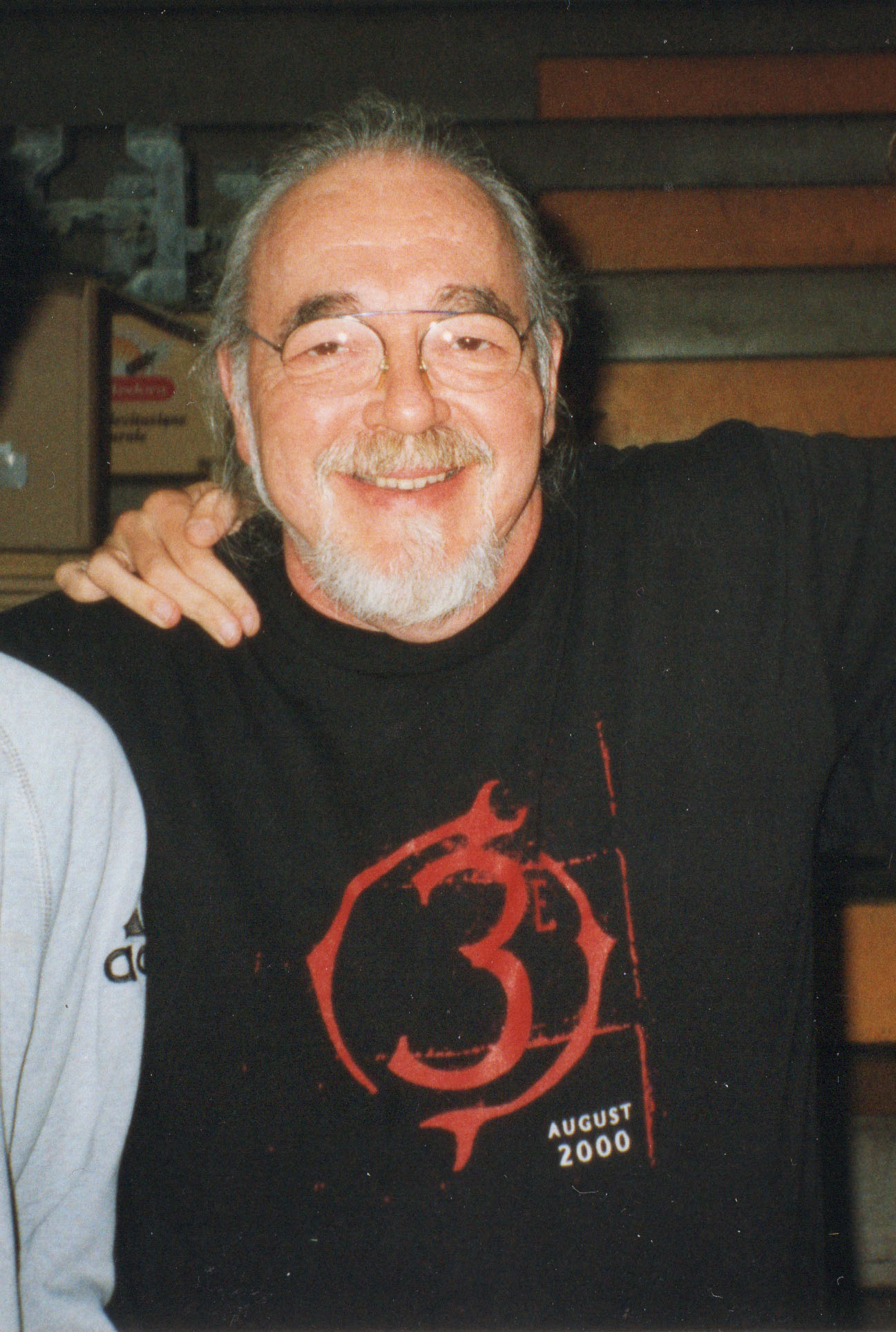
Un'altra immagine di Gary Gygax alla ModCon del 1999

Nel 1967, si trasferì con la famiglia a Lake Geneva. Eccetto per pochi mesi che, dopo il suo divorzio, trascorse in Clinton, e il periodo a Hollywood quando fu a capo del dipartimento intrattenimento della TSR, risiedette a Lake Geneva per il resto della sua vita.

### Wargame
Negli anni sessanta Gygax lavorò come assicuratore per il Firemen's Fund a Lake Geneva. Nel 1966 Gygax fondò con Bill Speer e Scott Duncan la International Federation of Wargamers (IFW). La IFW, che venne creata combinando diversi club di wargame preesistenti, aveva l'obiettivo di promuovere l'interesse nei wargame (specialmente quelli ambientati nel medioevo) e fornì un forum internazionale per giocatori di wargame. Nel 1967, Gygax organizzò una riunione di una ventina di persone nello scantinato di casa sua, questo incontro divenne noto come "Gen Con 0". Nel 1968, Gygax affittò per 50 dollari la Horticultura Hall di Lake Geneva, per organizzare la prima convention di giochi Lake Geneva Convention, abbreviata in Gen Con. La Gen Con è attualmente la più grossa convention di gioco del Nord America. Gygax incontrò Dave Arneson, il futuro co-creatore di Dungeons & Dragons, alla seconda Gen Con nell'agosto 1969.
(Gygax)
Insieme a Don Kaye, Mike Reese, e Leon Tucker, Gygax creò nel 1965 una compagnia dedicata alle miniature militari chiamata Lake Geneva Tactical Studies Association (LGTSA), con la sua prima sede nello scantinato della casa di Gygax. Nel 1969, Gygax fondò il capitolo Castle & Crusade Society della IFW. Gary lasciò il lavoro di assicuratore e divenne un calzolaio per avere più tempo per seguire i suoi interessi nel gioco. Nel 1970, iniziò a lavorare come curatore editoriale capo per la Guidon Games, un editore di wargame, per il quale nel 1971 produsse i giochi da tavolo Alexander the Great e Dunkirk . Nel 1968, Gygax e Jeff Perren, proprietario di un negozio di giochi, scrissero Chainmail, un regolamento di wargame tridimensionale che simulava combattimenti a livello tattico nell'era medievale, che venne pubblicato nel 1971. Gygax collaborò anche con Dave Arneson sul regolamento del wargame navale Don't Give Up the Ship!
Gygax aggiunse alle regole della seconda edizione di Chainmail del 1972 un supplemento fantasy. Queste includevano guerrieri che erano mostri di razze non umane tratte dalle opere di Tolkien e da altre fonti. Includevano anche regole per personaggi individuali eroici, come maghi. Infine includevano sedici incantesimi che potevano essere usati per influenzare una battaglia, più due "proiettili" (palla di fuoco e fulmine). Dave Arneson adottò le regole modificate per la sua campagna fantasy Blackmoor. Mentre visitava Lake Geneva nel 1972, Arneson arbitrò una partita fantasy usando le nuove regole e Gygax vide immediatamente il potenziale del gioco di ruolo.
Lavorando sulla versione di Chainmail modificata da Arneson per la sua campagna Blackmoor, Gygax e Arneson collaborarono alla creazione di The Fantasy Game, il gioco di ruolo che divenne Dungeons & Dragons. Le regole per simulare la magia furono ispirate alle opere dello scrittore Jack Vance, e il sistema nel suo complesso fu basato sulle opere di Robert E. Howard, L. Sprague de Camp e Fritz Leiber. Nel 1973 Gygax si licenziò e propose il gioco alla Avalon Hill, che rifiutò la sua offerta.

### TSR
Gygax lasciò la Guidon Games nel 1973 e, con Don Kaye come socio, fondò in ottobre la casa editrice Tactical Studies Rules (successivamente nota come TSR). I due uomini investirono ciascuno 1000 dollari — Kaye prese in prestito 1000 dollari da una polizza di assicurazione sulla vita — per finanziare la TSR. Comunque il capitale era insufficiente per poter pubblicare le regole di Dungeons & Dragons e preoccupati che altre compagnie potessero pubblicare prima di loro un progetto simile, i due convinsero Brian Blume a unirsi alla TSR come terzo socio. Le nuove finanze furono sufficienti a pubblicare Dungeons & Dragons. Gygax lavorò alle regole per altri wargame tridimensionali e giochi da tavolo, tra cui Cavaliers and Roundheads (un gioco sulla guerra civile inglese, con Jeff Perren), Classic Warfare (Periodo antico, dal 1500 a.C. al 500), Tractics (seconda guerra mondiale fino a circa il 1965, con Mike Reese e Leon Tucker), e Warriors of Mars.
Dungeons & Dragons venne pubblicato per la prima volta dalla TSR nel gennaio 1974 in set in scatola, in una tiratura di 1000 copie, assemblata a mano nella casa di Gygax, che venne venduta completamente in meno di un anno. Quello stesso anno Gygax creò la rivista The Strategic Review con se stesso come curatore editoriale, e quindi assunse Tim Kask per assisterlo nella transizione di questa rivista a The Dragon, con Gygax come scrittore, colonnista ed editore (dal 1978 al 1981). The Dragon debuttò nel giugno 1976 e Gygax commentò anni dopo: "Quando decisi che The Strategic Review non era il giusto mezzo, assunsi Tim Kask come curatore editoriale per la Tactical Studies Rules, e battezzai la nuova pubblicazione che avrebbe dovuto produrre The Dragon, pensai che infine avremmo avuto un grande periodico al servizio degli entusiasti del gioco in tutto il mondo... In nessun momento pensai che sarebbe stato un così grande successo o che sarebbe durato così a lungo." Gygax scrisse i supplementi Greyhawk, Eldritch Wizardry e il gioco Swords & Spells per Dungeons & Dragons. Con Brian Blume progettò anche il gioco di ruolo di ambientazione western Boot Hill nel 1975. Il Dungeons & Dragons Basic Set, una variante del regolamento originale di Dungeons & Dragons indirizzata ai giocatori più giovani, curata da J. Eric Holmes, venne pubblicata nel 1977.
Nel 1975, Gygax e Kaye avevano 36 anni e Kaye non aveva specificato nulla nelle sue volontà riguardo al suo terzo della compagnia. Quando morì nel gennaio 1975 per un attacco di cuore, la sua quota della TSR passò a sua moglie, una donna che Gygax descrisse come "meno che socievole... Dopo la morte di Don scaricò tutto il materiale della Tactical Studies Rules sul mio porticato. Sarebbe stato impossibile gestire una ditta con lei coinvolta come partner." Né Gygax, né Blume avevano le risorse per comprare la quota posseduta dalla vedova di Kaye e Blume persuase Gygax a permettere a suo padre, Melvin Blume, di comprarle e assumere il posto di Kaye come partner. Successivamente Biran Blume persuase Gygax a permettere a suo fratello, Kevin Blume, di rilevare le quote da Melvin. Questo diede ai fratelli Blume la quota di controllo della TSR

#### Advanced Dungeons & Dragons

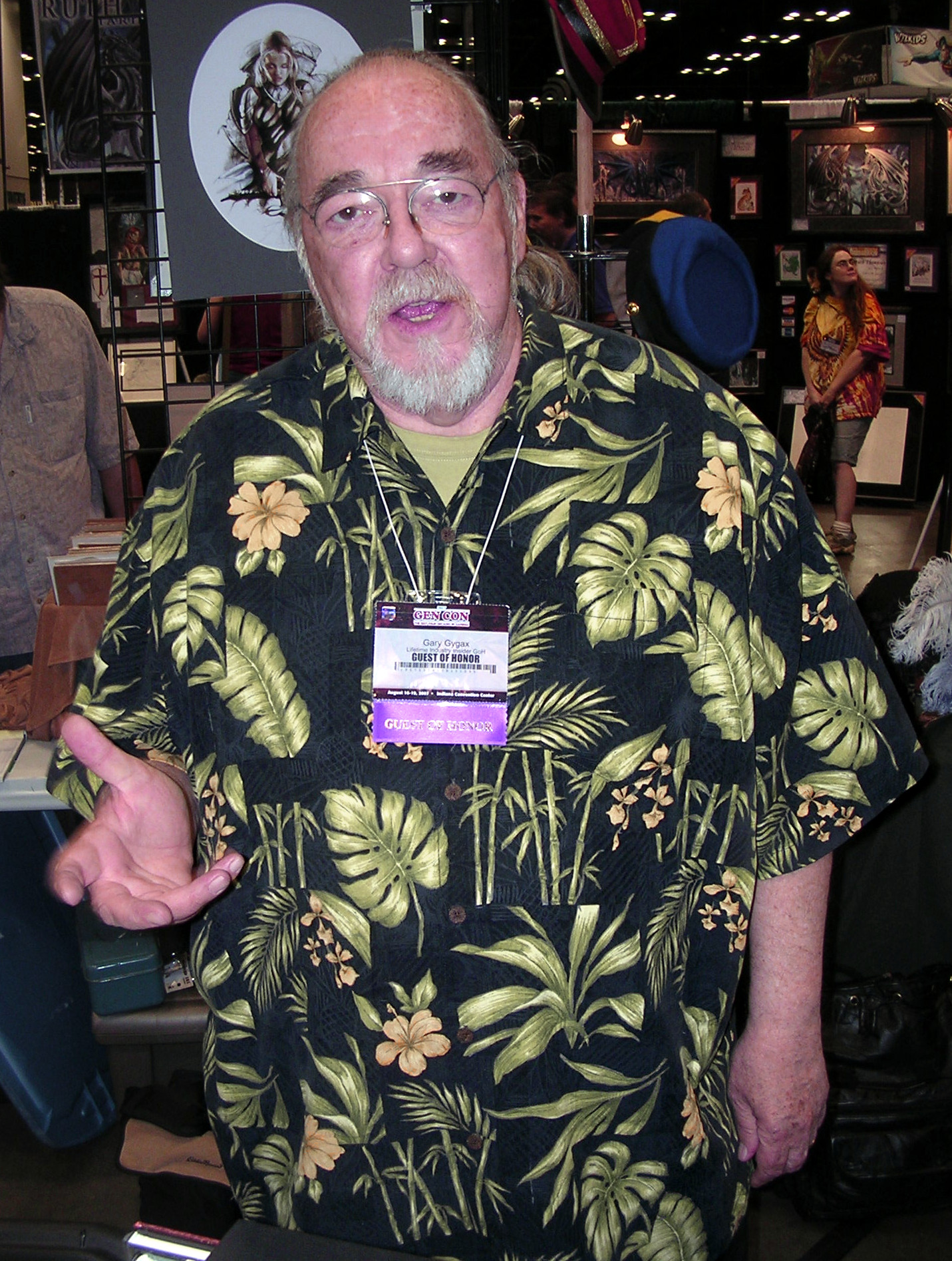
Gary Gygax a Gen Con 2007

Nel 1977 venne pubblicata una nuova edizione di Dungeons & Dragons, con la pubblicazione del Monster Manual, che fu il primo libro dell'Advanced Dungeons & Dragons. Il nuovo regolamento anche se simile, era incompatibile con il vecchio Dungeons & Dragons e in conseguenza di ciò D&D e AD&D divennero due linee distinte di prodotto.
Gygax scrisse diversi manuali base dell'Advanced Dungeons & Dragons: Players Handbook, Dungeon Masters Guide, Monster Manual, Monster Manual II, Unearthed Arcana e Oriental Adventures. Gygax scrisse o collaborò alla scrittura di diverse avventure per AD&D e D&D, tra cui The Keep on the Borderlands, Tomb of Horrors, Expedition to the Barrier Peaks, The Temple of Elemental Evil, Forgotten Temple of Tharizdun, Mordenkainen's Fantastic Adventure, Isle of the Ape, e tutti e sette moduli che saranno successivamente combinati nella Queen of the Spiders. Nel 1980 venne pubblicato il libretto World of Greyhawk Fantasy World Setting che presentava la campagna Greyhawk, che Gygax masterizzava da lungo tempo e nel 1983 venne espansa nel set in scatola  World of Greyhawk Fantasy Game Setting. Nel 1980 le vendite di Dungeons & Dragons raggiunsero gli 8,5 milioni di dollari. Gygax assistette anche nella scrittura del gioco di ruolo di fantascienza Gamma World nel 1981 e fu un coautore dell'avventura Legion of Gold per questo regolamento.
Nel 1979 uno studente della Michigan State University, James Dallas Egbert III, scomparve, apparentemente perso nei tunnel dell'impianto di riscaldamento della scuola mentre giocava una versione live di D&D e il fatto attrasse l'attenzione negativa dei media. Nel 1982 il figlio di Patricia Pulling si suicidò e questa accusando D&D di esserne la causa formò l'organizzazione B.A.D.D. (Bothered About Dungeons & Dragons) per attaccare il gioco e la compagnia che lo pubblicava. Gygax difese il gioco in una puntata di 60 Minutes, trasmessa nel 1985.
Quando cominciarono ad arrivare minacce di morte gli uffici della TSR Gygax assunse una guardia del corpo. Comunque nel 1982 le vendite annuali di D&D arrivarono a 16 milioni di dollari e nel gennaio 1983, il The New York Times ipotizzò che Dungeons & Dragons avrebbe potuto essere "il grande gioco degli anni 1980" come il Monopoly era stato emblematico della Grande depressione.
All'inizio degli anni ottanta Gygax e Mary Jo divorziarono e questi si trasferì per un breve periodo a Clinton nell'Illinois.
Dopo la divisione della TSR in TSR, Inc., e TSR Entertainment, Inc., nel 1983, Gygax divenne presidente e presidente del Consiglio di amministrazione della TSR, Inc., e presidente della TSR Entertainment, Inc. Gygax si recò a Hollywood in rappresentanza della TSR Entertainment, Inc., che successivamente divenne Dungeons & Dragons Entertainment Corp., dove divenne coproduttore del cartone animato Dungeons & Dragons cartoon series per la CBS. La serie fu prima nella sua fascia di trasmissione per due anni.
Una delle creazioni di Gygax in questo periodo fu Dragonchess, una variante fantasy tridimensionale degli scacchi pubblicata sul numero di agosto 1985 di Dragon. Viene giocata su tre scacchiere 8x12 poste una sopra l'altra, quella in cima rappresenta il cielo, quella in mezzo il suolo e quella in fondo il sottosuolo. I pezzi sono personaggi e mostri ispirati all'ambientazione di Dungeons & Dragons setting: re, mago, paladino, chierico, dragone, grifone, olifante, eroe, ladro, elementale, basilisco, unicorno, nano, sylph e guerriero.

#### Abbandono della TSR
Durante il suo periodo a Hollywood, Gygax lasciò la gestione abituale delle operazioni della TSR ai suoi colleghi del consiglio di amministrazione, Kevin e Brian Blume. Nel 1984 scoprì che la TSR era in serie difficoltà finanziarie. Per quando riuscii a ritornare nel Wisconsin nel 1984 la compagnia era indebitata per 1,5 milioni di dollari. A questo punto assunse Lorraine Williams per gestire la compagnia e organizzò la rimozione di Kevin Blume come CEO nel 1984. Ma successivamente i fratelli Blume vendettero la loro quota di maggioranza nella compagnia a Lorraine Williams. Per quest'epoca era evidente che Gygax e Williams avevano visioni differenti del futuro della TSR e Gygax portò la TSR in corte in un tentativo di bloccare la vendita delle quote dei Blume alla Williams, ma venne sconfitto. Nell'ottobre 1985 il consiglio di direzione della TSR rimosse Gygax come presidente della compagnia e presidente del consiglio di amministrazione. Rimase nel consiglio di amministrazione come direttore e non fece ulteriori tentativi di contribuire agli sforzi creativi della compagnia. Le vendite di Dungeons & Dragons raggiunsero i 29 milioni di dollari nel 1985, ma Gygax pensando di non avere un futuro alla TSR lasciò la compagnia il 31 dicembre 1985.
(Gary Gygax, intervista a Gamespy)
Prima di lasciare la TSR, Gygax aveva scritto due romanzi di Gord the Rogue per la serie Greyhawk Adventures: Saga of Old City (il primo romanzo ambientato in Greyhawk) e Artifact of Evil. Secondo i termini del suo accordo con la TSR Gygax mantenne i diritti su Gord the Rogue così come tutti i personaggi di Dungeons & Dragons il cui nome era un anagramma o gioco di parole su suo proprio nome (per esempio, Yrag e Zagyg). Comunque perse i diritti su tutti i suoi altri lavori, inclusa l'ambientazione Greyhawk e i nomi di tutti personaggi che aveva usato nel materiale della TSR, come Mordenkainen, Robilar, e Tenser. Nell'ottobre 1986 Gygax diede le dimissioni da tutte le sue posizioni nella TSR e arrivò a un accordo per le sue dispute legali nel dicembre 1986.

### Dopo la TSR

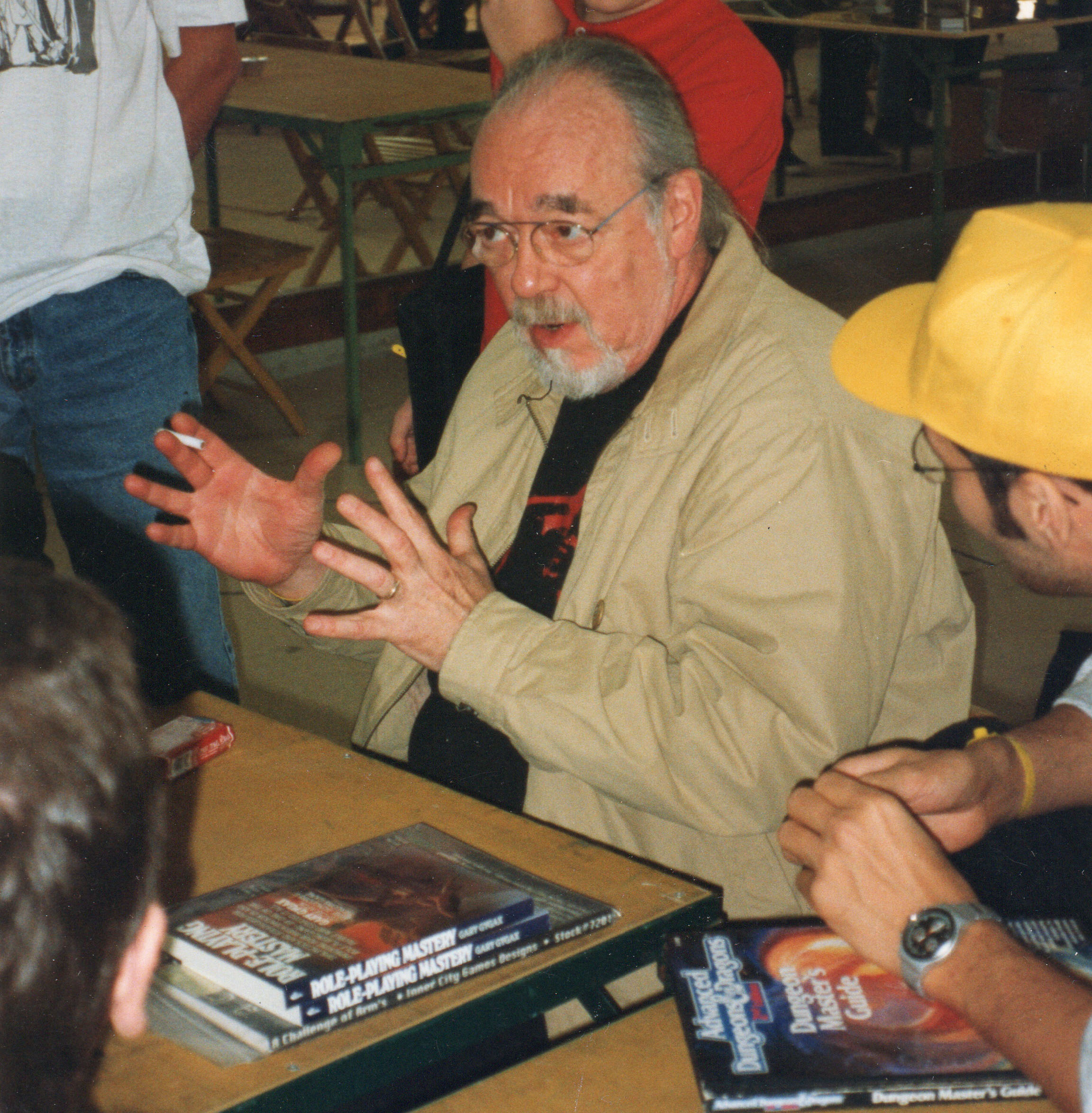
Gary Gygax parla con i fan alla convention ModCon, nel 1999

Immediatamente dopo aver lasciato la TSR Gygax aiutò a formare la compagnia New Infinities Productions, e divenne il presidente del consiglio di amministrazione e capo del comitato creativo nell'ottobre 1986. Frank Mentzer e Kim Mohan furono progettisti esecutivi e con Gygax formarono il comitato creativo.
Il primo lavoro di Gygax per la New Infinities Productions fu il gioco di ruolo di fantascienza fu Cyborg Commando, scritto con Mohan e Mentzer e pubblicato nel 1987. Il progetto successivo di Gygax fu un nuovo gioco di ruolo fantasy in un'ambientazione che comprendeva diversi generi intitolato Dangerous Journeys.. Originariamente avrebbe dovuto intitolarsi Dangerous Dimensions, ma il nome venne cambiato in Dangerous Journeys in risposta a una citazione della TSR, perché l'abbreviazione "DD" sarebbe stata troppo simile "D&D".) Gygax fu l'autore di tutti i prodotti della linea Dangerous Journeys, inclusi Mythus, Mythus Magick e Mythus Bestiary. Quando il prodotto venne pubblicato dalla Game Designers' Workshop, la TSR fece immediatamente causa per violazione del copyright. Venne infine raggiunto un accordo extragiudiziale e la TSR comprò i diritti completi del sistema Dangerous Journeys dalla New Infinities e quindi chiudendo definitivamente l'intero progetto.
Nell'agosto 1986 Gygax ebbe un quinto figlio, Alexander, da Gail Carpenter, che sposò un anno dopo. Tra il 1986–1988, Gygax scrisse altri romanzi di Gord the Rogue, pubblicati dalla New Infinities Productions: Sea of Death (1987), City of Hawks (1987), e Come Endless Darkness (1988). Comunque per il 1988 Gygax non era contento con la direzione in cui la TSR stava portando il "suo" mondo di Greyhawk. In una dichiarazione letterale che il suo vecchio mondo era morto e volendo rompere in maniera pulita con tutte le cose legate a Greyhawk, Gygax distrusse la sua versione di Oerth nel romanzo finale di Gord il ladro, Dance of Demons. In questo periodo Gygax lavorò anche con Flint Dille sui Sagard the Barbarian Books, così come su Role-Playing Mastery e sul suo seguito, Master of the Game. Gygax scrisse anche diverse storie brevi. Negli novanta scrisse tre altri romanzi pubblicati dalla Penguin/Roc e più tardi ristampati dalla Paizo Publishing: The Anubis Murders, The Samarkand Solution, and Death in Delhi. La Paizo Publishing pubblicò anche il romanzo "perduto" di Gygax, Infernal Sorceress. Nel 1994, fu l'autore principale di sei numeri della rivista di 64 pagine Mythic Masters. Nel 1995, iniziò a lavorare su un nuovo videogioco, ma per il 1999 il progetto era diventato un libro e venne pubblicato come il gioco di ruolo Lejendary Adventure. Scrisse la prefazione per l'avventura del 1998 Return to the Tomb of Horrors. Gygax lavorò anche su diverse pubblicazioni per il d20 System sotto la Open Game License. Queste includono il modulo di avventura A Challenge of Arms; un libro oggetti magici The Weyland Smith & Company Giant Fun Catalog e i libri della serie The Slayer's Guide to Dragons. Tra il 2002–2006, Gygax lavorò alla serie Gygaxian Fantasy Worlds della Troll Lord Games come autore principale dei volumi I–III e curatore editoriale dei volumi IV–VII.
Negli ultimi anni Gygax prestò la sua voce a cartoni animati e videogiochi, incluso il doppiare sé stesso nell'episodio Il gioco del Se Fossi... di Futurama trasmesso nel 2000. Gygax fu anche il narratore come Dungeon Master ospite nella serie di avventure Delera's Tomb del MMORPG Dungeons & Dragons Online: Stormreach.
Nel 2003, Gygax annunciò che stava lavorando con Rob Kuntz alla pubblicazione dell'originale con dettagli fino ad allora inediti di Castle Greyhawk e the city of Greyhawk in 6 volumi, sebbene il progetto avrebbe usato le regole di Castles and Crusades piuttosto che quelle di D&D. Poiché la Wizards of the Coast, che aveva comprato la TSR nel 1997, possedeva ancora tutti i diritti sul nome "Greyhawk", Gygax cambiò il nome da Castle Greyhawk a "Castle Zagyg", un omofono invertito del suo nome. Gygax cambiò anche il nome della vicina città in "Yggsburgh", un gioco di parole sulle iniziali "E.G.G."
Questo progetto si dimostrò più impegnativo di quello che Gygax e Kuntz avevano previsto. Nel momento in cui avevano smesso di lavorare sulle loro campagne il castello comprendeva 50 livelli di passaggi astutamente complessi e migliaia di stanze e trappole. Questo più i piani per la città di Yggsburgh e le aree con incontri al di fuori del castello erano evidentemente troppi per essere contenuti nei sei volumi previsti. Gygax decise di comprimere i sotterranei del castello in tredici livelli, la dimensione dell'originale Castle Greyhawk nel 1973 amalgamando il meglio di quello che poteva essere raccolto da raccoglitori e scatole di vecchie note. Comunque né Gygax, né Kunz avevano conservato piani dettagliati esaustivi. Dato che spesso avevano inventato i dettagli sul momento, nel corso delle sessioni di gioco, di solito buttavano giù solo una mappa man mano che giocavano, con note occasionali sui mostri, tesori e trappole. Queste mappe abbozzate contenevano solo abbastanza dettagli perché i due si assicurassero che le loro creazioni indipendenti collimassero. Anche ricreare la città era una sfida. Sebbene Gygax conservasse le vecchie mappe della città originale, tutti i suoi lavori pubblicati in precedenza erano di proprietà della Wizard of the Coast, così avrebbe dovuto creare la città da zero, pur mantenendo il look and feel dell'originale.
Anche questo lento e laborioso processo si arrestò completamente nell'aprile 2004, quando Gygax soffrì un serio ictus. Tornato alla sua tastiera dopo sette mesi di convalescenza, la sua produzione venne ridotta da 14 ore di lavoro al giorno a solo una o due ore. Kuntz dovette ritirarsi a causa di altri progetti, ma continuò a lavora su un modulo d'avventura che venne stampato insieme al primo libro. In queste circostanze il lavoro sul progetto di Castle Zagyg continuò ancora più lentamente, sebbene Jeffrey Talanian fosse subentrato ad aiutare Gygax. Infine, nel 2005, la Troll Lord Games pubblicò il Volume I, Castle Zagyg: Yggsburgh. Questo manuale a copertina rigida di 256 pagine contiene i dettagli sulla città originale di Gygax, le sue personalità e la sua politica, e oltre 30 incontri fuori dalla città. Più tardi quello stesso anno la Troll Lord Games pubblicò anche Castle Zagyg: Dark Chateau, il modulo d'avventura scritto per Yggsburgh setting da Rob Kuntz.
Il catalogo pubblicato nel 2005 indicava che altri volumi sarebbero seguiti a breve, ma solo nel 2008 venne pubblicato il secondo volume, Castle Zagyg: The Upper Works. Questo descriveva i dettagli del castello al di sopra del suolo, agendo da teaser per i volumi che avrebbero dettagliato i sotterranei. Comunque, Gygax scomparve nel marzo 2008 prima della pubblicazione di altri lavori. Dopo la sua morte la Gygax Games (sotto il controllo della vedova di Gygax) prese in mano il progetto, ma al 2011 non sono stati pubblicati ulteriori volumi del progetto Castle Zagyg.
Gygax morì il mattino del 4 marzo 2008 nella sua casa di Lake Geneva all'età di 69 anni.

## Vita personale
Fin da giovane Gygax è stato un cacciatore e sapeva tirare sia con armi da fuoco, che con arco. Fu anche un avido collezionista di armi da fuoco e in vari momenti della sua vita possedette diversi fucili, fucili a canna liscia, e pistole.
Gygax sposò la sua prima moglie, Mary Jo Gygax, nel 1958. Per il 1961 avevano due figli che più tardi avrebbero assistito nel testare la prima versione di Dungeons & Dragons. Seguirono altri tre figli prima del divorzio all'inizio degli anni ottanta Il 15 agosto 1987, lo stesso giorno del cinquantesimo anniversario di nozze dei suoi genitori, sposò la sua seconda moglie, Gail Carpenter, e insieme a lei ebbe il sesto e ultimo figlio. Al 2005 Gygax aveva sette nipoti.
Gygax entrò in un semiritiro dopo aver sofferto un ictus il 1º aprile 2004 e per poco non soffrì un infarto dopo aver ricevuto le medicine sbagliate Per tutta la sua vita è stato un fumatore di sigarette, ma passò ai sigari dopo l'ictus. Alla fine del 2005 gli venne diagnosticato un aneurisma dell'aorta addominale non operabile. Nonostante il suo carico di lavoro ridotto, Gygax continuò a essere attivo nella comunità di gioco e contribuì regolarmente ai forum di discussione come Dragonsfoot ed EN World.

## Riconoscimenti e onori

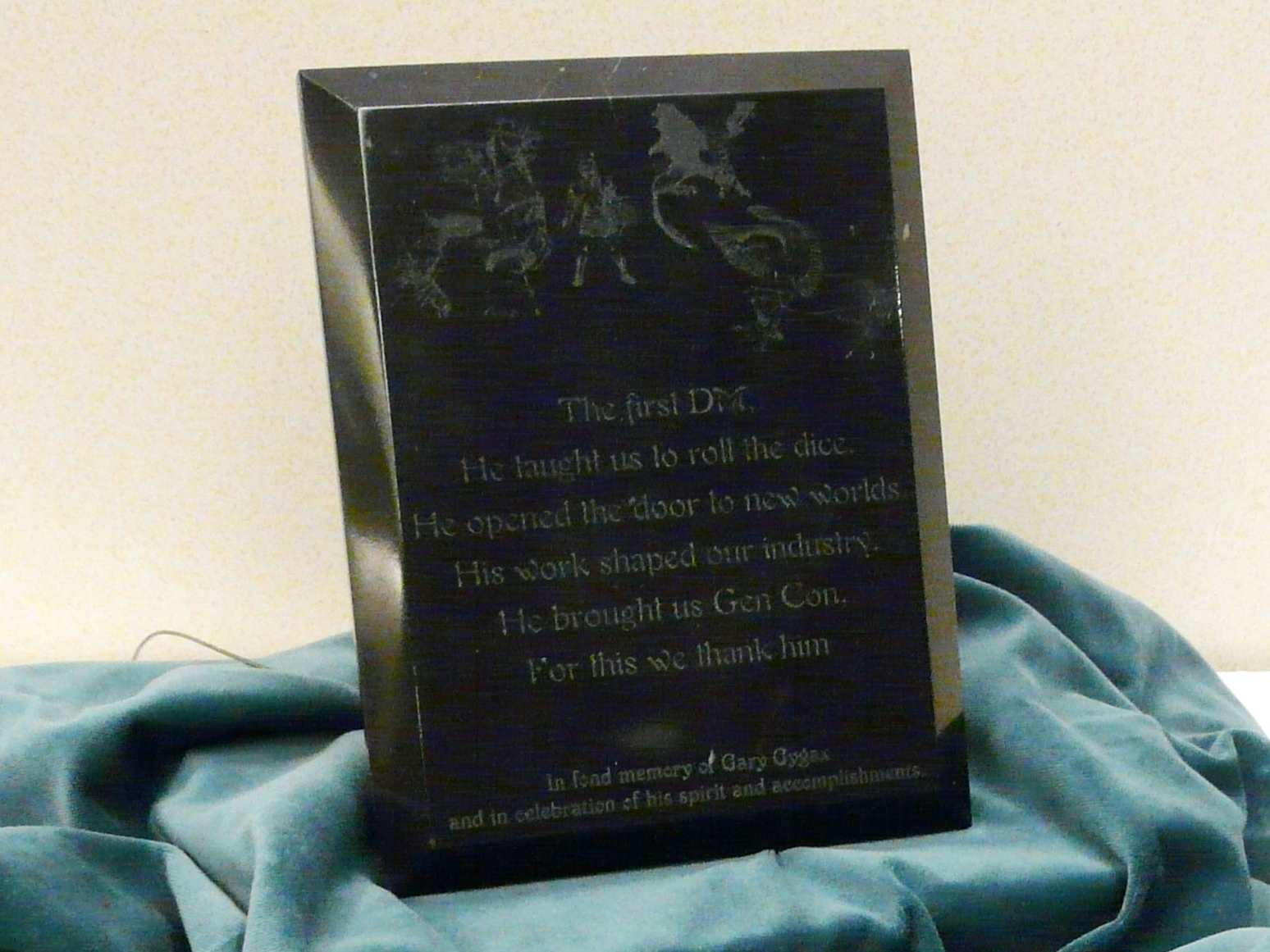
Una placca dedicata a Gary Gygax alla Gen Con 2008:
Il primo DM,
Ci insegnò a lanciare i dadi.
Aprì le porte su nuovi mondi.
Il suo lavorò plasmò la nostra industria.
Ci diede la Gen Con,
Per tutto ciò noi lo ringraziamo.
In devota memoria di Gary Gygax
e in celebrazione del suo spirito e delle sue imprese.

Come "padre del gioco di ruolo" ricevette molti onori, premi e tributi legati al gioco:
- Nel 1980 venne nominato nella Academy of Adventure Gaming Arts & Design Origins Award Hall of Fame.[62]
- La rivista Sync mise al primo posto Gygax sulla lista dei "The 50 Biggest Nerds of All Time".[63]
- La rivista SFX lo elencò come 37° nella lista dei "50 più grandi pionieri della fantascienza".[64]
- Gygax è a pari merito con J. R. R. Tolkien per il diciottesimo posto sulla lista di GameSpy per le "30 persone più influenti nel gioco".[65]
- Numerosi nomi in Dungeons & Dragons, come Zagyg, Ring of Gaxx e Gryrax, sono anagrammi o alterazioni del nome di Gygax.[66]
- Una variante di batterio venne battezzata in onore di Gygax, Arthronema gygaxiana sp nov UTCC393.[67]
- La Blizzard Entertainment dedicò la patch 2.4.0 di World of Warcraft, Fury of the Sunwell, a Gygax.[68]
- La Electronic Arts dedicò Publish 51 in Ultima Online a Gygax. Questo includeva una nuova stanza nel dungeon Doom contenente uno speciale incontro e una decorazione unica.[69]
- La Turbine, Inc., incluse due tributi nel modulo 7 di Dungeons & Dragons Online: Stormreach pubblicato il 3 giugno 2008.[70]
- Una nuova area nella regione "Delera's Graveyard" del MMORG Dungeons & Dragons Online, contiene una placca alla memoria e un nuovo oggetto unico (Voice of the Master, che aumenta i punti esperienza ricevuti da chi lo indossa).[71]
- Stephen Colbert, appassionato giocatore di D&D da giovane,[25] dedicò l'ultima parte dell'episodio del 5 marzo 2008 di The Colbert Report a Gygax.[72]
- Gygax venne commemorato in diversi fumetti online, inclusi il numero 393 "Ultimate Game" di xkcd,[73] "Bordering On The Semi-Tasteful" di Penny Arcade's,[74] "Thanks for the Worldbuilding Rules" di Dork Tower,[75] il numero 536 "A Brief Tribute" di Order of the Stick,[76] l'episodio del 9 marzo 2008 di UserFriendly,[77] "The Journey's End" di GU Comics,[78] e Unspeakable Vault (of Doom).[79]
- Il film del 2008 Futurama: il colpo grosso di Bender conteneva una schermata dopo i titoli di coda con un tributo a Gygax e un estratto dell'episodio Il gioco del Se fossi... in cui dice: "Anyone want to play Dungeons and Dragons for the next quadrillion years?" ("Qualcuno vuole giocare a Dungeons and Dragons per il prossimo quadrilione di anni?"). Diverse persone coinvolte nella produzione, incluso David X. Cohen, erano fan di D&D e giocavano il gioco durante la produzione dello spettacolo.[80]
- La voce di Gygax compare sul suo alter ego a 8 bit in Code Monkeys.[81]
- Tutti e tre i volumi della quarta edizione di Dungeons & Dragons sono dedicati anche "alla memoria di E. Gary Gygax."[82][83][84]
- Gygax e il suo amore per il gioco sono celebrati alla convention GaryCon, in Lake Geneva, organizzata annualmente dai familiari e fan come tributo.[85]
- I membri della famiglia di Gygax avviarono una raccolta fondi per costruire un monumento in suo onore. Alla data del gennaio 2010 i piani erano di acquistare una posizione nel Library Park sul lungolago di Lake Geneva.[86] Alla data del 5 gennaio 2011 il memoriale fu approvato: avrebbe dovuto includere "una torre di castello con un busto in cima e forse un dragone avvolto intorno alla torre"[87]. Tuttavia, in seguito sul luogo fu installata una semplice lapide commemorativa[88].